# Тимо Бол
Тимо Бол (рођен 8. марта 1981) немачки је професионални стонотенисер који тренутно игра за Борусију из Диселдорфа.

## Детињство
Бол је рођен у Ербаху, Оденвалд, Хесе. Од своје четврте године, Бол је почео да игра стони тенис, тада га је тренирао отац. 1987. године је постао члан ТСВ Хоцхст и тамо играо на нивоу Савеза. Када је имао осам година, открио га је Хелмут Хампел, који је најзаслужнији за његов даљи развој. Године 1990. почео је да тренира у центру за обуку Пфунгстадт. Тада су се и друга удружења заинтересовала за њега. ТТВ Гонерн га је ангажовао у 1995. Тимо Бол је био пети играч у тиму, али је изгубио само један меч у целој сезони и тиме допринео успесима тима у националној лиги.

## Каријера

### Национална лига и међународни јуниорски резултати
Са 14 година, Тимо Бол је заједно са Френком Клишом освојио у јуниорској националној лиги. Тимо Бол прославио је први међународни резултат током студентског Европског првенства у Ден Хагу 1995, где је освојио три златне медаље. Освојио је друго место на свом првом јуниорском Европском првенству 1996. После је освојио током наредне две године титулу у синглу, у дублу, а са тимом.

### Међународни резултати
Године 2002, Тимо Бол објављивања у редове светских топ 10 играча са својом Европа-Топ-12-Турнир победа над Владимиром Самсоновим. Стигао је до финала Европског првенства у стоном тенису у Загребу у синглу, а у дублу са Золтаном Фејер-Конертом златну медаљу. Немачки тим је поражен у финалу резултатом 2-3, од стране Шведског тима. Победом у кинеском (Квалификације за СП) Ђинану (савладао је светског првака Ванг Ликина и олимпијског шампиона Конга Лингхуиа), Тимо Бол је годину завршио на првом месту на светској ранг листи, у јануару 2003. Током Европског првенства 2003, Владимир Самсонов предводио је белоруски тим до коначне победе против немачког. Он је био сувише јак за Тимо Бол. После његове елиминације у синглу на првенству света у другом кругу, изгубио је позицију првог играча света у стоном тенису.

### Повреде и повратак
Тимо Бол је имао проблема са повредама у првој половини 2004. године. Ови проблеми су га омели у припремама за Летње олимпијске игре 2004. у којима је испао од Јана Валднера у четвртфиналу. Након периода обележеног јавним критикама, победио је на турнирима у Пољској, Аустрији и Немачкој. Стигао је и до полуфинала ИТТФ про тура у Пекингу, где је побеђен са 3-4 у сетовима од Ма Лина. На почетку сезоне 2005, Бол је поново осетио бол у леђима, ипак је освојио сребрну медаљу у дублу са Кристијаном Зусом на светском првенству. Након корекције погрешних судијских одлука у корист његовог противника у синглу, у осмини финала (у којој је поражен), добио је награду Фер Плеја АТП. На крају године освојио и Лигу шампиона са ТТВ Гонерн и светски куп у Лијежу у Белгији, на којем је победио сва три кинеска првокласна играча. Освојио је злато на Европском првенству 2007. године, у синглу и дублу, у екипном такмичењу.

### Техника
Тимо Бол је леворуки играч чији је најбољи ударац топ спин форхенд, али је такође познат по својим екстремно брзим бекхендима. Користи рекет "Тимо Бол АЛЦ" са Т-енерџи05 гумама са обе стране.

### Приватни живот
Тимо Бол ожењен са Роделијом Јакоби (Rodelia Jacobi) од 31. децембра 2002. године.

## Награде
- 1997. Најбољи јуниорски играч
- 1998. Немачки стонотенисер године
- 2005. Бамби спорт
- 2005. Немачки спортиста године 3. место
- 2006. спортиста године у Хесену
- 2007. Немачки спортиста године 2. место
- 2008. спортиста године у Хесену
- 2010. спортиста године у Хесену
- 2010. Немачки спортиста године 2. место

## Трофеји
- Светско првенство 2002. и 2005.
- шампион Европе у синглу 2002, 2007, 2008, 2010, 2011. и 2012.
- шампион Европе екипно 2007, 2008, 2009, 2010. и 2011.
- Европски Супер Куп 2007, 2008. и 2009.